# Andrea Giordano
Andrea Giuseppe Giordano (Azzano Decimo, 22 dicembre 1968) è un ex calciatore italiano, di ruolo attaccante.

## Carriera
Dopo gli esordi tra i dilettanti del Veneto, si mette in luce con le maglie di Pievigina e Giorgione, con cui realizza 15 reti diventando capocannoniere del campionato di Serie C2 1992-1993. Acquistato dal Padova, debutta in Serie B collezionando 12 presenze nel campionato 1993-1994, che vede la promozione della formazione biancoscudata.
Nell'estate 1994 viene ceduto al ChievoVerona, neopromosso in Serie B. Qui gioca con continuità per due stagioni, realizzando in entrambe 5 reti; mette a segno anche una rete in Coppa Italia, contro la Lazio. Nel 1996 viene acquistato dal Fiorenzuola, dove fa coppia inizialmente con Claudio Lunini; l'esperienza valdardese dura pochi mesi per entrambi, ceduti durante il mercato invernale senza aver realizzato reti. Giordano passa al Novara, dove realizza 5 reti non sufficienti ad evitare la retrocessione in Serie C2, e rimane anche nell'annata successiva.
Lasciato il calcio professionistico, continua a giocare con le maglie di Bassano, Montecchio Maggiore e di nuovo Pievigina, con cui ottiene la salvezza ai playout realizzando una doppietta. Nel campionato 2003-2004 inizia al Conegliano, per poi svincolarsi e passare al Castel San Pietro. In seguito milita nell'Istrana, e nell'autunno 2010 fa ritorno al Conegliano, che lascia a dicembre per trasferirsi a marzo al Casarsa. Prosegue la carriera fino al 2014 tra i dilettanti friulani, con Sangiorgina, Vigonovo e Pro Gorizia
In carriera ha totalizzato 70 presenze (segnando 10 reti) in Serie B con le maglie di Padova e ChievoVerona.

## Palmarès

### Individuale
- Capocannoniere della Serie C2: 1

1992-1993 (16 gol)